# Luis Andaur
Luis Javier Andaur Zurita (La Cisterna, 15 de septiembre de 1966) es un periodista y aventurero chileno conocido por sus viajes a lugares indómitos y encuentros con animales, solo con su bicicleta y un camarógrafo.

## Biografía

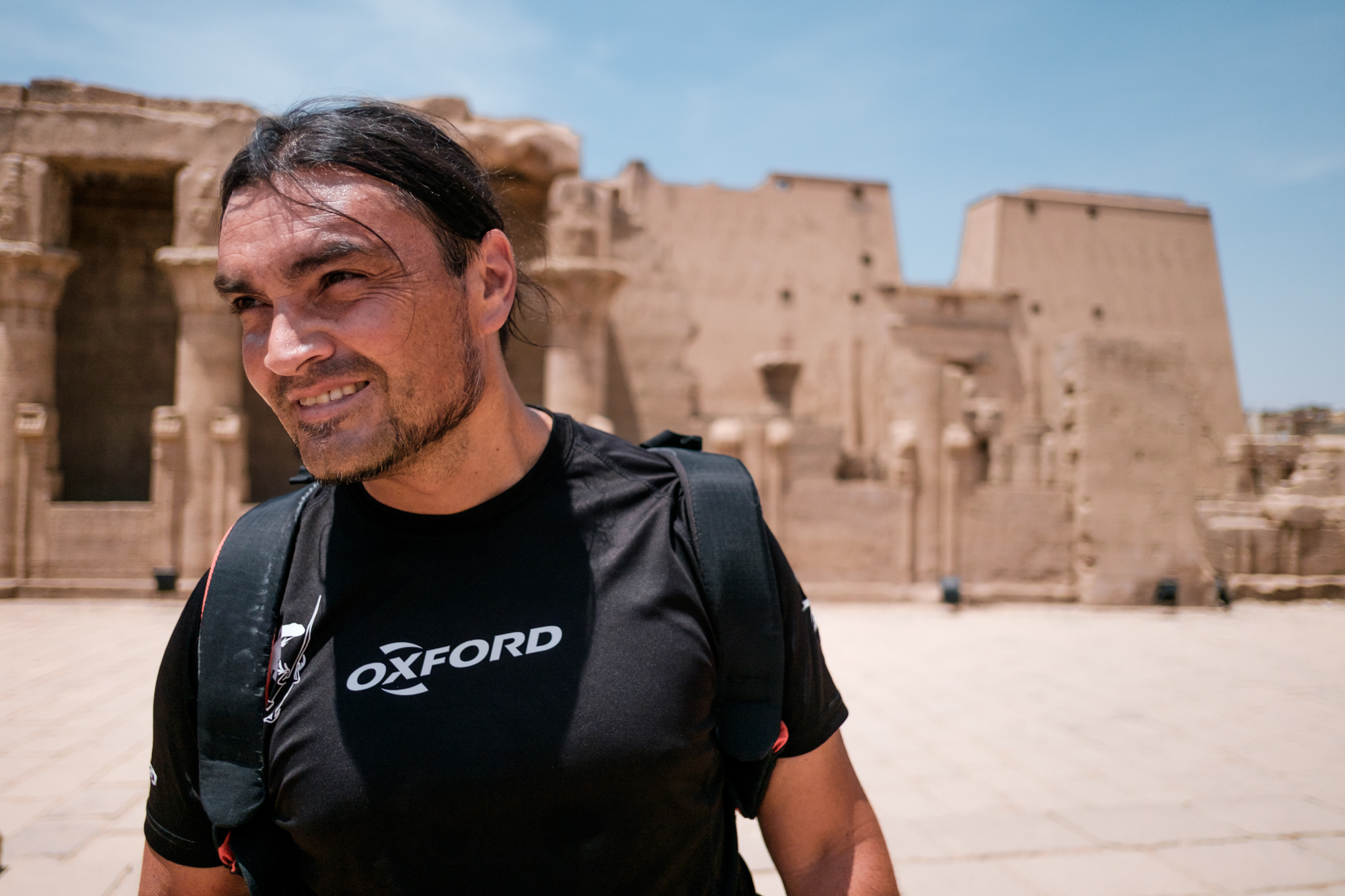
Luis Andaur en Egipto

Se crio en la comuna de La Cisterna, siendo uno de cuatro hermanos.Estudió en el Liceo Manuel Arriarán Barros. En su niñez, solía alejarse de sus compañeros en los paseos escolares para buscar insectos y reptiles, e igualmente se los compraba y robaba a un vendedor para ir a liberarlos en cerros. Andaur declara que ascendió por primera vez un cerro a los 10 años en el balneario de Guanaqueros, a escondidas de sus padres.
Estudió un semestre Licenciatura en Biología en la Pontificia Universidad Católica de Chile in situ se cambió a Pedagogía en Educación Física en la Universidad Metropolitana de Ciencias de la Educación, graduándose en 1991.
Un ciclista autodidacta, en 1991 batió un récord mundial al ascender solo el monte Aconcagua, siendo patrocinado por la empresa Oxford Bikes. También escaló las diez montañas más altas de América.
A partir de aquel momento, Andaur comenzó a recorrer Sudamérica con su bicicleta mientras tomaba fotografías, con las cuales realizaba exposiciones, en una de las cuales se le ofreció una beca para estudiar periodismo en la Universidad Las Condes, comenzando en 1995 y graduándose el 2001 de la Universidad del Desarrollo.
También está certificado como buzo y piloto de parapente.

## Carrera televisiva
Comenzó su carrera televisiva realizando notas en los programas Extra jóvenes y El futuro de Chile de Chilevisión. Más tarde ingresó a Sábado gigante con el segmento "Cámara viajera extrema" que comenzó a fines de 2002 y duró un año.
En 2005 llega a La ley de la selva de Mega y sus notas alcanzaron gran reconocimiento. En 2009 presentó Annimales de Canal 13, junto a Sebastián Jiménez.
En 2011 animó Pasaporte Salvaje de Chilevisión, que fue calificado por el CNTV como un aporte "a las ciencias naturales" y "difusión del patrimonio universal".
En 2012 tuvo un segmento en el programa de telerrealidad Amazonas. En 2015 anima Bicitantes y Crónicas de un Bicitante en Mega.
Luis Andaur no utiliza aparatos ni tampoco intermediarios en sus contactos con animales.
Los programas de Andaur son en su totalidad creados y producidos por él mismo y su fotógrafo y comunicador audiovisual Christopher "Chaz" Thomson, exvocalista de la banda de rock Fahrenheit, con quien trabaja desde La Ley de la Selva en 2006.

## Vida personal y activismo
Luis Andaur es admirador del alpinista Reinhold Messner, mientras que rechaza las comparaciones con Steve Irwin debido a lo premeditado de sus aventuras.
Su pasión por la bicicleta también lo llevó a manifestarse pacíficamente en la Alameda en los años 80. Junto con varios otros estudiantes, se reunían para exigir infraestructura urbana adecuada y así facilitar el estilo de vida los ciclistas en la capital.
Ha sufrido varios accidentes a lo largo de su vida. En 1993 sobrevivió al aluvión de la Quebrada de Macul, siendo rescatado por una excavadora. En 1995, mientras transitaba por Santiago en su moto un vehículo lo atropelló provocando una doble fractura expuesta en su pierna izquierda y una trombosis.
En un viaje a la selva amazónica, una serpiente cascabel enterró un colmillo en el pulgar derecho de Andaur, encontrándose a tres horas del hospital más cercano. Permaneció tres días internado. En 2016 nuevamente sufrió una trombosis en una pierna tras un partido de fútbol que lo mantuvo bajo riesgo vital.
Andaur no fuma y sigue una dieta pescetariana; una dieta con base en la abstención de carnes rojas y blancas, pero no marinas.
Mantuvo una relación con la modelo Jenny Contardo.
Está en contra de los circos, de los zoológicos y de la eutanasia de perros callejeros.
Es amante de los perros y dueño de cuatro. Durante su estancia en La Ley de la Selva, adoptó a un perro labrador de un criadero al que llamó Tambor, en honor a un anterior cachorro, el cual lo acompañó en distintos programas hasta su fallecimiento en 2012. Luego tomo su lugar la perra Truffy, también labradora.

En 2022, comentó a la prensa que estuvo en estado de salud grave a raíz del accidente ocurrido en 2016. Luego de una revisión médica y un escaneo, se reveló que padecía de trombosis pulmonar; un coágulo tres centímetros y un infarto, de los cuales se recuperó completamente luego de estar muy grave.
‘Bueno, lo he pasado tan bien que si muero ahora, no pasa nada’. (Andaur en 2022)